# Cuenta de ahorro vivienda
En España, la cuenta de ahorro vivienda fue un producto financiero consistente en un plan de ahorro destinado a constituir un capital que permitiera la futura adquisición o rehabilitación de la vivienda habitual. Actualmente sólo permanece activo en algunas comunidades autónomas.
La cuenta de ahorro vivienda permitía al cliente desgravar fiscalmente en el Impuesto sobre la renta de las personas físicas  antes de la compra de la vivienda, siempre que la compra se realizase dentro de un plazo de cuatro años desde la fecha de apertura de la cuenta. Cada persona física podía poseer solo una cuenta de este tipo y su saldo debía dedicarse exclusivamente a la adquisición o rehabilitación de la vivienda habitual.

## Normativa anterior a 2013
El importe de la deducción alcanzaba un 15 % (7,5 % estatal más 7,5 % autonómico, salvo que la comunidad autónoma estableciera otra cosa) de las cantidades destinadas a la vivienda habitual si se depositaran en entidades de crédito, en cuentas separadas de cualquier otro tipo de imposición, y si los saldos de las mismas se destinaran exclusivamente a la primera adquisición o rehabilitación de la vivienda habitual del contribuyente. La base máxima de deducción, de acuerdo con lo dispuesto en el Real Decreto-Ley 20/2011 de 30 de diciembre, era de 9.040 €, independientemente de cuál fuera la base imponible del contribuyente.
El derecho de deducción antes de la compra de la primera vivienda se perdía si:
1. El contribuyente dispone de cantidades depositadas en la cuenta vivienda para fines diferentes de la primera adquisición o rehabilitación de su vivienda habitual.
2. Después de los cuatro años desde que fuera abierta la cuenta, no se haya adquirido o rehabilitado la vivienda.
3. Cuando la posterior adquisición o rehabilitación de la vivienda no cumpla las condiciones que determinan el derecho a la deducción.

La Ley 39/2010, de 22 de diciembre excluyó de la deducción por cantidades invertidas en cuentas vivienda, a partir del 1 de enero de 2011, a aquellos contribuyentes que tuvieran una base imponible superior a 24.107,2 €, hubieran abierto la cuenta vivienda antes o después de su entrada en vigor. No obstante, el Real Decreto-Ley 20/2011, de 30 de diciembre recuperó la deducción tal y como estaba regulada a fecha de 31 de diciembre de 2010, por lo que los contribuyentes que hayan depositado cantidades en cuentas vivienda en 2011 podrán practicarse la deducción independientemente de cuál sea su base imponible (hasta 9.040 € de inversión anual). Es indiferente que la cuenta vivienda se haya abierto antes del 1 de enero de 2011 o después.
Podía tener el carácter de cuenta vivienda cualquier cuenta abierta en un banco o caja, independientemente de su nombre: no siendo necesario que se denominara cuenta vivienda. Por eso, los contribuyentes podían considerar cualquiera de las cuentas que posean en una entidad bancaria como cuenta vivienda y deducirse por las cantidades aportadas en 2011 a esa cuenta, siempre que posteriormente no retiren cantidades de la misma y que su saldo se destine en los plazos marcados por la Ley a la adquisición de vivienda. En este sentido, si un contribuyente tenía domiciliada su nómina en una cuenta bancaria cuyo saldo ha aumentado en 2011, por ejemplo, en 7000 euros, podrá practicarse la deducción por cantidades depositadas en cuentas vivienda en la declaración correspondiente a 2011 (que realizará en 2012), siempre que cumpla el resto de requisitos, sobre todo el de no disponer de esta cantidad para otros fines que no sean adquirir o rehabilitar una vivienda.

## Supresión en 2013
En 2012 el gobierno de España eliminó la deducción por inversión en vivienda habitual, con efectos a 1 de enero de 2013. Añadió sin embargo una disposición transitoria por el que las viviendas adquiridas con anterioridad a esa fecha siguieron desgravando. En 2014 tanto un informe de expertos como la Comisión Europea recomendaron al gobierno eliminar definitivamente la desgravación con carácter retroactivo.

## Críticas
La desgravación a la compra de vivienda tuvo como consecuencia una pérdida de ingresos para el Estado de entre 3.000 y 7000 millones de euros anuales entre 2000 y 2009. De manera indirecta perjudicó al mercado del alquiler de viviendas y contribuyó a la formación de la burbuja inmobiliaria en España entre 1996 y 2006.
En las elecciones generales de 2004 el PSOE proponía en su programa electoral favorecer el alquiler de vivienda frente a la compra y reemplazar las desgravaciones fiscales por ayudas directas. Sin embargo al llegar al gobierno el nuevo vicepresidente económico, Pedro Solbes, se negó a suprimir la desgravación por compra de vivienda.